# Cyphostemma hardyi
Cyphostemma hardyi är en vinväxtart som beskrevs av E. Retief. Cyphostemma hardyi ingår i släktet Cyphostemma och familjen vinväxter. Inga underarter finns listade i Catalogue of Life.